# Redecz Kalny
Redecz Kalny – wieś w Polsce położona w województwie kujawsko-pomorskim, w powiecie włocławskim, w gminie Lubraniec. Znajdują się tu zabytki, m.in.: zespół dworski z parkiem krajobrazowym, aleją kasztanową, grabową oraz dwoma dębami objętymi ochroną jako zabytki przyrody.
W latach 1975–1998 miejscowość administracyjnie należała do województwa włocławskiego. Według Narodowego Spisu Powszechnego (III 2011 r.) liczyła 262 mieszkańców. Jest czwartą co do wielkości miejscowością gminy Lubraniec.

## Urodzeni w Radeczu Kalnym
- Jan Stasiak – polski wojskowy, starszy sierżant piechoty Wojska Polskiego, członek ruchu oporu w okresie okupacji niemieckiej, zastępca komendanta Rejonu Brześć Kujawski AK, komendant Rejonu Lubraniec AK[4].